# 은백양

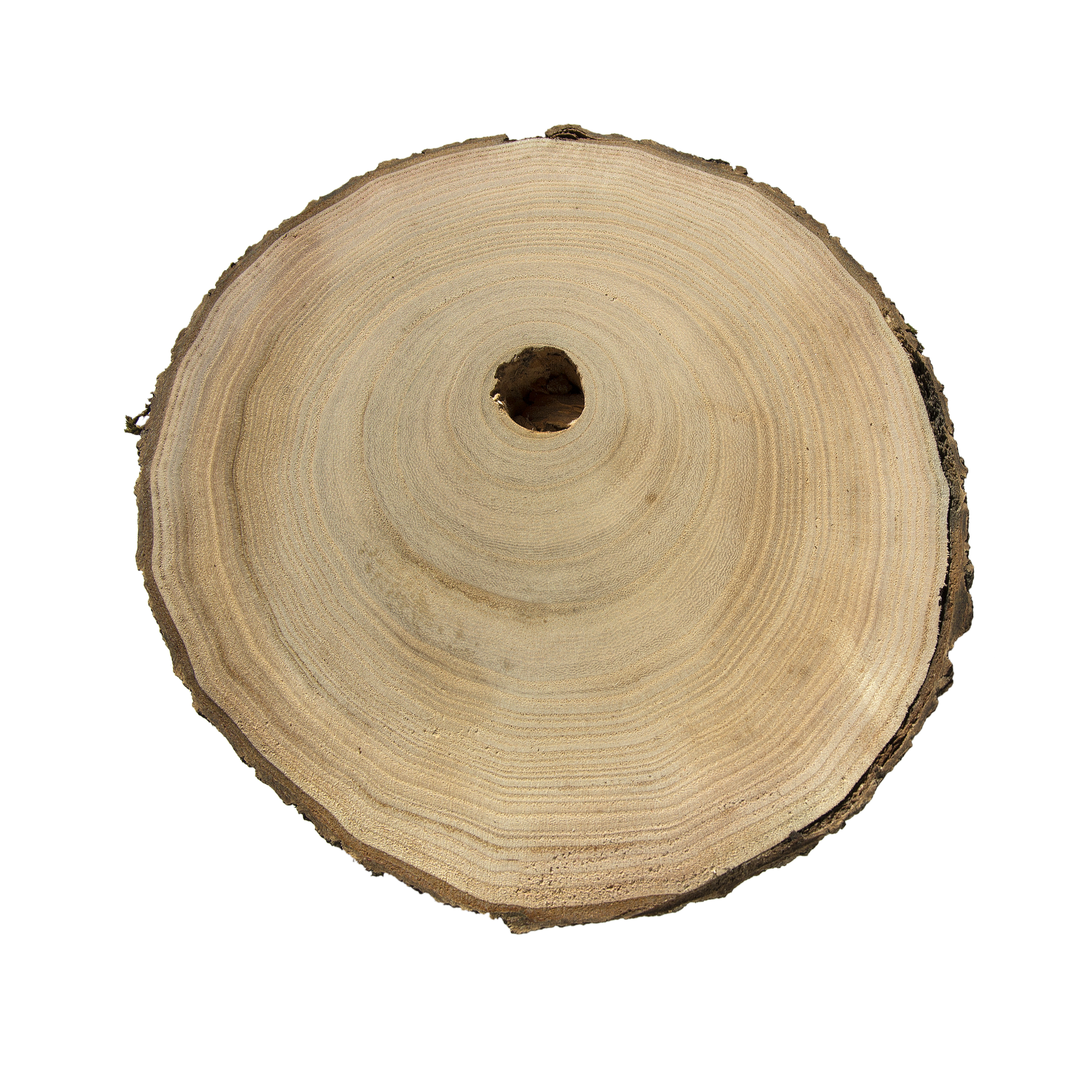
Populus alba

은백양(銀白楊)은 한반도 중부 이남에서 자라는 낙엽교목으로 유럽이 원산지이다. 높이는 20 cm, 지름은 50cm 내외이고 나무껍질은 회색이다. 잔가지가 거의 없고 햇가지에 흰색 털이 빽빽이 난다. 잎은 계란형이며, 뒷면의 솜털은 은백색이다. 꽃은 유이꽃차례이고 암수딴그루이다. 수술은 6-10개이며, 포는 둥글고 깊은 톱니가 있다. 암술머리는 4갈래이고 열매는 삭과이다.